# J.E. Heartbreak
Albums de Jagged Edge
A Jagged Era
(1997) Jagged Little Thrill
(2001)
J.E. Heartbreak est le second album studio du groupe afro-américain de RnB Jagged Edge sorti le 18 janvier 2000 aux États-Unis. Avec plus de 2 millions de ventes rien qu'aux États-Unis il a obtenu le statut de double platine par la RIAA et atteint la huitième place au Billboard 200, notamment grâce aux singles comme Let's Get Married et Promise. C'est indiscutablement le plus gros succès du groupe en termes de ventes.
Niveau musical, c'est un album marqué par les ballades comme l'atteste les trois singles sortis He Can't Love U, Let's Get Married, véritable hymne au mariage ainsi que Promise. 
La plupart des titres sont produits par Jermaine Dupri ainsi qu'un jeune producteur du nom de Bryan-Michael Cox.
Le nom de l'album est un clin d'œil au groupe New Edition et son album N.E. Heartbreak sorti dix années plus tôt.

## Liste des chansons
1. Heartbreak (Intro)
2. Did She Say
3. He Can't Love U
4. What You Tryin' To Do
5. Girl Is Mine (avec Ja Rule)
6. Healing
7. Let's Get Married
8. True Man
9. Can I Get With You
10. Promise
11. Keys to the Range (avec Jermaine Dupri)
12. Lace You